# ماهارو یوشیمورا
ماهارو یوشیمورا (انگلیسی: Maharu Yoshimura؛ زادهٔ ۳ اوت ۱۹۹۳) یک بازیکن تنیس روی میز اهل ژاپن است.
وی در مسابقات کشوری و بین‌المللی در مجموع برنده ۲ مدال نقره شده‌است.